# Butheoloides occidentalis
Espèce
Butheoloides occidentalis est une espèce de scorpions de la famille des Buthidae.

## Distribution
Cette espèce est endémique du Maroc. Elle se rencontre vers Tan-Tan.

## Publication originale
- Lourenço, Slimani & Berahou, 2003 : « Le genre Butheoloides Hirst (Scorpiones, Buthidae) ; description d'une nouvelle espèce pour le Maroc avec des considérations écologiques et biogéographiques. » Biogeographica, vol. 79, no 1, p. 19-30.